# Eduardo Baeza y Alegría
Eduardo Baeza y Alegría (Saragossa, 1901 - 1981) fou un metge i polític aragonès, governador civil de Barcelona cap al final de la dècada de 1940.

## Biografia
Va treballar com a mestre fins que es llicencià en medicina. Treballà com a metge ortopèdic, i durant la Dictadura de Primo de Rivera fou membre de la Junta de les Joventuts de la Unión Patriótica. Durant la guerra civil espanyola es va afiliar a la Falange Española de las JONS i va dirigir l'Hospital Militar Costa. Fou nomenat consejero nacional del Movimiento Nacional del 1943 al 1962, president de la Diputació Provincial de Saragossa d'octubre de 1942 a desembre de 1943, governador civil de Saragossa de desembre de 1943 al 1947 i governador civil de Barcelona de 1947 a 1951.
Durant el seu mandat va visitar Barcelona Eva Duarte de Perón (1947). El 1950 va fer destituir el subcap provincial del Movimiento, Fernández Ramírez, cosa que l'enemistà amb certs sectors falangistes. Alhora, la seva suposada relació amb l'artista de cabaret Carmen de Lirio i la vaga de tramvies de 1951 el van desprestigiar, i fou substituït per Felipe Acedo Colunga. El 1965 fou president de la Federació Aragonesa de Futbol